# Arcidiocesi di Antofagasta
L'arcidiocesi di Antofagasta (in latino Archidioecesis Antofagastensis) è una sede metropolitana della Chiesa cattolica in Cile. Nel 2023 contava 391.100 battezzati su 607.534 abitanti. È retta dall'arcivescovo Ignacio Francisco Ducasse Medina.

## Territorio
L'arcidiocesi comprende le province di Antofagasta e Tocopilla nella regione di Antofagasta nel Cile settentrionale.
Sede arcivescovile è la città di Antofagasta, dove si trova la cattedrale di San Giuseppe.
Il territorio si estende su 84.504 km² ed è suddiviso in 23 parrocchie.

### Parrocchie
- Cattedrale di San Giuseppe: Antofagasta
- Gesù Buon Pastore: Antofagasta
- I Dodici Apostoli: Antofagasta
- Nostra Signora del Carmine: Antofagasta
- Nostra Signora della Mercede: Antofagasta
- Cristo Redentore: Antofagasta
- San Paolo: Antofagasta
- Immacolata Concezione: Antofagasta
- Nostra Signora di Lourdes: Antofagasta
- San Francesco: Antofagasta
- Gran Madre di Dio: Antofagasta
- Trasfigurazione del Signore: Antofagasta
- Nostra Signora di Fatima: Antofagasta
- San Raffaele Arcangelo: María Elena
- Nostra Signora del Carmine: Tocopilla
- Sacro Cuore di Gesù: Tocopilla
- Cuore Immacolato di María: Mejillones
- Gesù Crocifisso: Baquedano
- San Francesco Saverio: Taltal

### Santuari
- Santuario Mariano Porta del Cielo
- Santuario Diocesano Nostra Signora di Lourdes
- Ermita del Cobre y El Salitre

## Storia
La missione sui iuris di Antofagasta fu eretta nel 1881, ricavandone il territorio dall'arcidiocesi di Sucre.
Nel 1887 fu elevata a vicariato apostolico.
Il 3 febbraio 1928 fu elevata a diocesi suffraganea dell'arcidiocesi di Santiago del Cile in forza della bolla Supremi apostolatus di papa Pio XI.
Il 21 luglio 1965 cedette una porzione del suo territorio a vantaggio dell'erezione della prelatura territoriale di Calama (oggi diocesi di San Juan Bautista de Calama).
Il 5 giugno 1967 ha acquisito la regione di Quillagua che prima di allora apparteneva alla diocesi di Iquique.
Il 28 giugno 1967 è stata ancora elevata al rango di arcidiocesi metropolitana con la bolla Cum episcoporum di papa Paolo VI.

## Cronotassi dei vescovi
Si omettono i periodi di sede vacante non superiori ai 2 anni o non storicamente accertati.
- Raymundo Cisternas † (1881 - 1882)
- Juan Luis Montes Solar † (2 aprile 1882 - ?)
- Florencio Eduardo Fontecilla Sánchez † (15 marzo 1883 - 23 dicembre 1886 dimesso)
- Luis Silva Lezaeta † (15 maggio 1887 - 1896 dimesso)
- Felipe Salas Errázuriz † (4 marzo 1896 - 1905 deceduto)
- Luis Silva Lezaeta † (4 novembre 1904 - 21 maggio 1929 deceduto)
  - Sede vacante (1929-1933)
- Alfredo Cifuentes Gómez † (23 dicembre 1933 - 5 giugno 1943 nominato arcivescovo di La Serena)
- Hernán Frías Hurtado † (13 gennaio 1945 - 24 maggio 1957 dimesso[4])
- Francisco de Borja Valenzuela Ríos † (20 agosto 1957 - 25 marzo 1974 nominato arcivescovo, titolo personale, di San Felipe)
- Carlos Oviedo Cavada, O. de M. † (25 marzo 1974 - 30 marzo 1990 nominato arcivescovo di Santiago del Cile)
- Patricio Infante Alfonso † (12 dicembre 1990 - 26 novembre 2004 ritirato)
- Pablo Lizama Riquelme (26 novembre 2004 succeduto - 8 giugno 2017 ritirato)
- Ignacio Francisco Ducasse Medina, dall'8 giugno 2017

## Statistiche
L'arcidiocesi nel 2023 su una popolazione di 607.534 persone contava 391.100 battezzati, corrispondenti al 64,4% del totale.
| anno | popolazione | popolazione | popolazione | presbiteri | presbiteri | presbiteri | presbiteri                | diaconi | religiosi | religiosi | parrocchie |
| anno | battezzati  | totale      | %           | numero     | secolari   | regolari   | battezzati per presbitero | diaconi | uomini    | donne     | parrocchie |
| ---- | ----------- | ----------- | ----------- | ---------- | ---------- | ---------- | ------------------------- | ------- | --------- | --------- | ---------- |
| 1950 | 165.000     | 180.000     | 91,7        | 28         | 7          | 21         | 5.892                     |         | 31        | 61        | 23         |
| 1959 | 201.871     | 266.871     | 75,6        | 53         | 16         | 37         | 3.808                     |         | 48        | 97        | 27         |
| 1966 | 212.500     | 192.740     | 110,3       | 51         | 16         | 35         | 4.166                     |         | 35        | 116       | 16         |
| 1968 | 164.000     | 192.740     | 85,1        | 48         | 18         | 30         | 3.416                     |         | 34        | 99        | 13         |
| 1976 | 245.000     | 280.000     | 87,5        | 35         | 3          | 32         | 7.000                     | 6       | 33        | 60        | 17         |
| 1980 | 200.000     | 215.800     | 92,7        | 29         | 4          | 25         | 6.896                     | 6       | 26        | 60        | 17         |
| 1990 | 230.000     | 245.000     | 93,9        | 31         | 12         | 19         | 7.419                     | 7       | 27        | 86        | 18         |
| 1999 | 174.360     | 249.085     | 70,0        | 38         | 14         | 24         | 4.588                     | 11      | 28        | 97        | 17         |
| 2000 | 294.891     | 317.087     | 93,0        | 41         | 16         | 25         | 7.192                     | 16      | 28        | 83        | 17         |
| 2001 | 294.891     | 317.087     | 93,0        | 42         | 17         | 25         | 7.021                     | 16      | 28        | 83        | 17         |
| 2002 | 245.257     | 350.367     | 70,0        | 41         | 14         | 27         | 5.981                     | 18      | 30        | 74        | 17         |
| 2003 | 243.558     | 347.939     | 70,0        | 43         | 14         | 29         | 5.664                     | 17      | 32        | 86        | 19         |
| 2004 | 258.972     | 361.138     | 71,7        | 52         | 14         | 38         | 4.980                     | 17      | 41        | 91        | 19         |
| 2006 | 239.359     | 341.942     | 70,0        | 42         | 15         | 27         | 5.699                     | 17      | 29        | 90        | 19         |
| 2012 | 252.300     | 362.000     | 69,7        | 43         | 18         | 25         | 5.867                     | 34      | 30        | 84        | 19         |
| 2015 | 388.603     | 594.755     | 65,3        | 46         | 25         | 21         | 8.447                     | 28      | 23        | 76        | 20         |
| 2018 | 394.800     | 613.335     | 64,4        | 52         | 26         | 26         | 7.592                     | 23      | 28        | 63        | 20         |
| 2020 | 406.200     | 631.000     | 64,4        | 31         | 30         | 1          | 13.103                    | 23      | 2         | 66        | 18         |
| 2022 | 418.048     | 649.425     | 64,4        | 34         | 33         | 1          | 12.295                    | 25      | 3         | 66        | 20         |
| 2023 | 391.100     | 607.534     | 64,4        | 36         | 35         | 1          | 10.863                    | 14      | 1         | 30        | 23         |